# 哈纳克·彼得
哈纳克·彼得（匈牙利語：Hanák Péter，1921年8月9日—1997年10月6日）是塞切尼奖获得者，匈牙利历史学家、文化历史学家、大学教授，匈牙利科学院院士。他是奥匈帝国（1867—1918）时代文化史、社会史和思想的著名研究者。

## 简历
他在家乡的Somssich Pál高中完成了中学学业，然后在1939年至1942年间在Csepeli Vasművek担任铁车工。1942年至1944年间，他先后在匈牙利和加利西亚从事劳务工作。
他在Pázmány Péter天主教大学文学院学习历史，并在罗马大学访问了一年。他于1948年获得教学学位。
毕业后在匈牙利科学院历史研究所工作。1953年，他被任命为罗兰大学现代和近代匈牙利历史系的副教授。
1957年，因1956年匈牙利革命的活动被免去大学职务，仅在匈牙利科学院历史研究所工作，1964年大赦，后来担任部门主管、学术顾问，直到1991年。1964年至1966年间，他在布达佩斯马克思经济大学任讲师。1980年，他被任命为罗兰大学文学院文化史系教授。1993年调入中欧大学，任历史学系主任直至1997年去世。
他曾是哥伦比亚大学（纽约，1971）、耶鲁大学（纽黑文）、罗格斯大学（新不伦瑞克，1976）、维也纳大学、比勒费尔德大学的客座教授、研究员。
中欧大学历史学系设有哈纳克奖。